# Marca Víndica

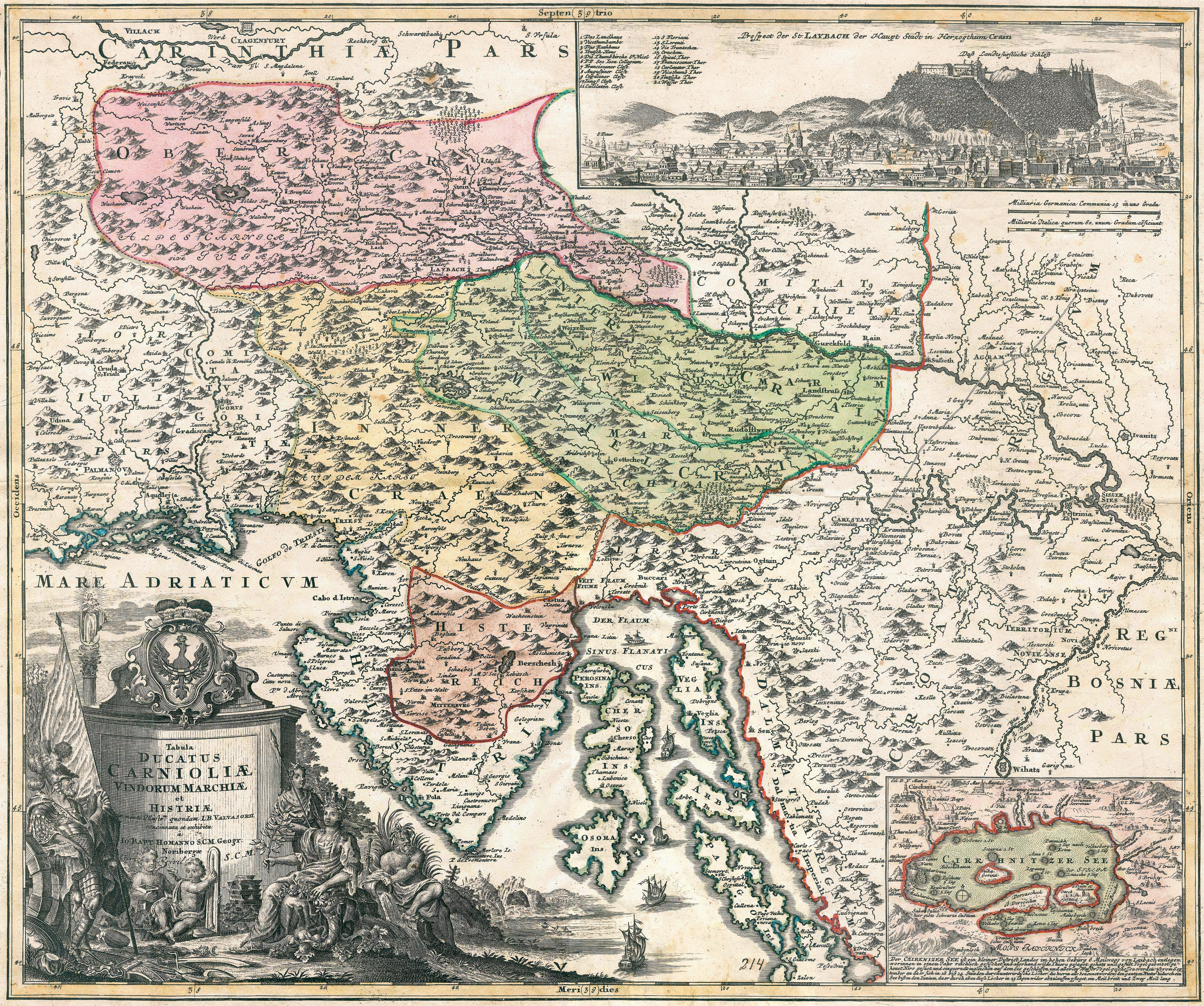
Mapa del ducat de Carniola, Marca Víndica (verd) i Ístria, fet per Johann Baptist Homann (1663-1724), seguint l'obra de Janez Vajkard Valvasor (1641-1693)

La Marca Víndica (llatí Marca Vindica, eslovè Slovenska marka o Slovenska krajina; alemany Windische Mark) fou una jurisdicció feudal del Sacre Imperi Romanogermànic que correspon a la moderna Baixa Carniola a Eslovènia. A l'època medieval el terme alemany "Windisch" era un nom comú per designar a pobles eslaus (conservat en els wends) que incloïen els eslovens. Per això, el seu nom eslovè (Slovenska krajina o Slovenska marka) significa simplement "Marca eslovena".
El territori de la Marca Víndica formava part de la Marca de Carniola en l'època carolíngia però després de la derrota hongaresa a Lechfeld el 955, i abans del 960 es va fer una reorganització i el seu territori es va separar de Carniola i es va integrar amb el territori de la vall de Savinja en l'anomenada Marca Víndica o Marca de Savinja (o Soune). El 976 va passar a dependre del Ducat de Caríntia que s'havia creat aquell mateix any.
El 1036 la Marca Víndica fou separada de Caríntia i agregada novament a Carniola (que posteriorment apareix anomenada sovint com "Carniola i Marca Víndica". El 1077 Carniola foren posades sota el control del Patriarcat d'Aquileia.
Fins al 1209 els comtes de Weichselburg (o Weichselberg, moderna Višnja Gora) van estendre les seves possessions per la marca Víndica. Pel matrimoni de l'hereva Sofia de Weichselburg, els comtes d'Andechs van esdevenir els senyors del territori. Pel matrimoni de l'hereva Agnès d'Andechs, el duc d'Àustria Frederic II el Bataller va esdevenir dominus Carniole (senyor de Carniola) i a la mort d'aquest el 1246, el títol va anar a mans d'Ulric III de Caríntia. Quan Ulric va morir el 1269, Ottokar II de Bohèmia va ocupar Carniola i la va unificar amb la Marca Víndica, la vall del Savinja, i l'Slovenj Gradec com una marca del seu gran regne que s'estenia de la mar Bàltica a la mar Adriàtica.
Després de 1282 Rodolf I ho va arrabassar a Ottokar i ho va concedir als seus propis fills, però Carniola i la Marca Víndica van passar a la casa dels Meinardins de Caríntia. Després de 1374 amb la mort de la branca dels meinardins de Gorízia, la marca Víndica va anar a parar als Habsburg, si bé aleshores ja no era una entitat administrativa.
La Marca Víndica no s'ha de confondre amb la Marca Wèndica (hongarès Vendvidék i eslovè Slovenska krajina) a l'antic país de Vas del regne d'Hongria, que fou el nom tradicional de la moderna regió eslovena de Prekmurje.